# Ґлісьно-Велике
Ґлісьно-Велике (пол. Gliśno Wielkie) — село в Польщі, у гміні Ліпниця Битівського повіту Поморського воєводства.
Населення — 169 осіб (2011).
У 1975-1998 роках село належало до Слупського воєводства.

## Демографія
Демографічна структура станом на 31 березня 2011 року:
|          | Загалом | Допрацездатний вік | Працездатний вік | Постпрацездатний вік |
| -------- | ------- | ------------------ | ---------------- | -------------------- |
| Чоловіки | 83      | 16                 | 59               | 8                    |
| Жінки    | 86      | 14                 | 58               | 14                   |
| Разом    | 169     | 30                 | 117              | 22                   |